# Poprawka Huynha–Feldta
Poprawka Huynha–Feldta (ang. Huynh–Feldt correction) – statystyczna metoda korygowania braku sferyczności podczas wykonywania analizy wariancji dla pomiarów powtarzanych. Poprawka została wprowadzona przez Huynha Huynha oraz Leonarda S. Feldta w artykule z 1976 r. pt. Estimation of the Box correction for degrees of freedom from sample data in randomized block and split-plot designs.
Poprawka Huynha–Feldta jest uznawana za mniej konserwatywną od poprawki Greenhouse’a-Geissera.
Aby oszacować jak bardzo naruszone jest założenie o sferyczności, wykonywane jest oszacowanie wartości epsilon. Wartość epsilon może przyjmować wartości z przedział od 0 do 1, przy czym im mniejsza jest wartość epsilon, tym większe jest naruszenie założenia o sferyczności. Jeżeli oszacowana wartość epsilon jest mniejsza niż 0,75, rekomenduje się, aby użyć poprawki Greenhouse’a-Geissera. Z kolei jeżeli wartość epsilon jest równa lub większa niż 0,75 to rekomendowana jest użycie poprawki Huynha–Feldta.